# Veterinario militare

Stemma da braccio per l'ufficiale veterinario

Il veterinario militare è identificato, nell'ambito delle forze armate italiane, un militare laureato in veterinaria appartenente al ruolo ufficiali e definito dunque ufficiale medico veterinario.
È una particolare figura della gerarchia militare, presente relativamente in ogni corpo armato dello Stato. È infatti quell'ufficiale laureato in medicina veterinaria, in servizio nelle forze armate e inquadrato nella sanità militare. Oltre a occuparsi della salute degli animali militari, prevenendo, diagnosticando e curando le malattie, gli ufficiali veterinari ricevono l'addestramento militare di base di un ufficiale d'arma.

## In Italia
Il veterinario militare, riveste il ruolo di ufficiale nell'Esercito italiano, nella Marina Militare e nell'Arma dei carabinieri. L'Aeronautica Militare Italiana non prevede il ruolo del veterinario, e collabora a stretto contatto con il Centro militare veterinario per il supporto sanitario ai cani impiegati nella Forza Armata.
L'ufficiale veterinario svolge la propria attività sia in patria e sia nelle missioni fuori area, compresi i teatri operativi internazionali, da solo, o con l'ausilio di personale sanitario militare specializzato tra cui gli infermieri veterinari. Come per le altre figure sanitarie assume anche funzioni di educatore sanitario, prevenendo ed intervenendo in casi di patologie particolari e con zooprofilassi laddove non sia presente un servizio veterinario locale. Vediamo infatti spesso l'ufficiale veterinario impiegato in vaccinazioni di bestiame a conduzione civile tra le popolazioni meno sviluppate.

### Storia
L'origine dell'ufficiale veterinario risale ancor prima dell'unità d'Italia; ogni piccolo esercito aveva i suoi veterinari militari in quanto i mezzi di trasporto erano prevalentemente animali. Viene introdotto nelle forze armate nel momento in cui nel 27 giugno 1861, si costituisce il Corpo veterinario dell'Esercito. È in questo momento che vengono riuniti tutti i veterinari militari dei diversi eserciti preunitari fino a formare un unico Comando in un unico Corpo veterinario militare. Inizialmente tale Corpo dipende dal Corpo di sanità militare fino al 9 maggio 1940, data in cui, attraverso un decreto legislativo, avviene il riordino: da Corpo veterinario militare a Servizio veterinario militare dell'Esercito.
A causa della riduzione della componente animale favorita dall'avanzamento del progresso anche nel contesto militare e bellico, viene a calare il numero degli ufficiali veterinari, i quali, nonostante ciò, ricevono la Bandiera di Guerra nel 1969.
Dal 1981 la Specialità assume la denominazione di Corpo veterinario dell'Esercito a seguito dell'impiego di numerosi Ufficiali nelle varie Forze Armate, dando origine così a dei Corpi scissi e ben suddivisi nelle diverse componenti. Attraverso l'ennesimo riordino dell'area logistica dell'Esercito nel 1997, viene costituito l'Ispettorato Logistico, il quale elimina dal 20 aprile dello stesso anno, il Comando del Corpo Veterinario che passa, a livello interforze, alle dipendenze del capo del Dipartimento di sanità e veterinaria.
Ufficiali medici veterinari in SPE vengono arruolati anche tramite concorso dopo la laurea.

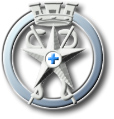
Fregio per ufficiali veterinari del Corpo sanitario dell'Esercito Italiano

### Gradi
Ai gradi va aggiunto il termine "veterinario":
- ufficiali generali
  - tenente generale
  - maggior generale
  - brigadier generale
- ufficiali superiori
  - colonnello
  - tenente colonnello
  - maggiore
- ufficiali inferiori
  - capitano
  - tenente
  - sottotenente

### Distintivi di merito
I distintivi di merito sono dei particolari distintivi conseguiti in seguito alla frequentazione di determinati corsi o mediante la partecipazione ad alcune attività organizzate dalla sanità militare. Essi sono posti tutti sul taschino destro o, se a nastro, in fondo al medagliere. Il distintivo da Ufficiale Medico Veterinario può essere utilizzato esclusivamente da militari in possesso della laurea magistrale in Medicina Veterinaria e si distingue nettamente per i colori da quello da Ufficiale Medico chirurgo (medicina umana), il quale non può essere indossato da Ufficiali Veterinari e viceversa.
Il distintivo su nastrino è composto da una fascia di colore bianco con banda orizzontale mediana di colore celeste. Al centro del nastrino viene raffigurata una croce celeste su sfondo bianco apposta all'interno di un tondino con bordatura dorata in rilievo.
 Ufficiali medici veterinari